# Боеве при Етрополе
Боевете при Етрополе са успешно действие на Западния Руски отряд за отхвърляне на Орханийската османска армия от Орханийското поле, както и за подготовка на атаката на силно укрепената позиция Арабаконак – Шиндарника в Руско-турската война (1877 – 1878).

## Оперативна обстановка
Успеха на Западния отряд в битката при Правец прави възможно заемането на изгодни позиции за преминаване на Стара планина. Първа стъпка е овладяването на Етрополе. Възложено е на Предения отряд с командир генерал-майор Виктор Дандевил. Разделен е на две колони:
- северна от 4 пехотни батальона, 3 сотни и 6 оръдия с командир генерал-майор принц Александър Олденбургски;
- източна от 3 пехотни батальона, 3 сотни и 8 оръдия, командир полковник Ридзевски.

## Бойни действия на 9 – 12/21 – 24 ноември
На 10/22 ноември, източната колона извършва обходно движение по направлението Голям извор – Брусен – Лопян – Рибарица – Етрополе. Северната колона се придвижва по планинската пътека Правец – Етрополе. Движейки се по направлението на селата Лопян и Ямна, привечер източната колона достига Етрополския манастир. Води се силна артилерийска и пушечна престрелка. Заета е височината „Здравеца“, с командно положение по отношение на Етрополското поле.
На 11/23 ноември северната колона продължава движението на юг към Етрополе по долината на река Малки Искър. Вечерта руските артилеристи и доброволците от четата на Георги Суранджиев изкачват оръдията на височината, заета от частите на полковник Ридзевски.
На 12/24 ноември след изненадващ артилерийски обстрел от батареите с командир полковник Михаил Ореус, османските сили са атакувани в Етрополското поле от частите на северната колона. Към 16.00 часа срещу смутения и объркан противник е предприета обща атака, последвана от стихийно отстъпление към село Стъргел. До края на деня лейбгвардейския Преображенски полк води преследване, а главните руски сили потушават пожарите в Етрополе.